# 小行星5213
小行星5213（英語：5213 Takahashi）是一颗围绕太阳公转的小行星。1990年3月18日，圓舘金、渡邊和郎在北见发现了此天体。
这颗小行星的绝对星等为260.9842162912936等。